# Mostacillastrum
Mostacillastrum là chi thực vật có hoa trong họ Cải.